# Frattura del trapezio
La frattura del trapezio consiste nella rottura dell'osso trapezoide del polso. I sintomi generalmente includono dolore al polso in corrispondenza del dito indice. Sono spesso associati ad altre fratture del polso o lussazioni. Tra le complicazioni può figurare l'artrite.
Le cause possono includere traumi, un colpo diretto o un'eccessiva flessione forzata del polso. Le tipologie comprendono il bordo dorsale ed il corpo. La diagnosi avviene tipicamente mediante raggi X o TAC .
Il trattamento delle fratture che sono ben allineate consiste in una gessatura ortopedica per 4-6 settimane. Altrimenti viene generalmente indicato l'intervento chirurgico. Gli esiti, di norma, sembrano essere buoni. Le fratture del trapezio rappresentano meno dell'1% delle fratture ossee del polso. Si tratta della frattura più rara del polso, insieme al pisiforme.